# Menziesichthys
Menziesichthys este un gen monotipic care aparține familiei Liparidae. Singura sa specie, Menziesichthys bacescui, a fost descrisă în anul 1971 după ce a fost capturată în fosa Peru-Chile.